# Anomaly
Anomaly es el quinto álbum en solitario del exguitarrista de Kiss Ace Frehley lanzado a través de Bronx Born Records el 15 de septiembre de 2009. Es el primero con material nuevo desde el disco de 1989 Trouble Walkin'. 
Frehley produjo la mayoría del álbum, mientras Marti Frederiksen produjo la versión de la canción de Sweet «Fox On The Run». Está dedicado al batería de Kiss Eric Carr, al guitarrista de Pantera Dimebag Darrell y a Les Paul (fallecido un mes antes del lanzamiento del disco). Debutó en el puesto número 27 de la lista Billboard 200 y en el 20 de la lista de álbumes de Suecia.

## Lista de canciones
Todas las canciones compuestas por Ace Frehley, excepto # 4.
1. «Foxy & Free»
2. «Outer Space»
3. «Pain In The Neck»
4. «Fox on the Run» (versión de Sweet) (Andy Scott, Brian Connolly, Steve Priest, Mick Tucker)
5. «Genghis Khan»
6. «Too Many Faces»
7. «Change the World»
8. «Space Bear»
9. «A Little Below The Angels»
10. «Sister»
11. «It's a Great Life»
12. «Fractured Quantum»
13. «The Return of Space Bear» (iTunes bonus track)

## Personal
- Ace Frehley - voz principal, guitarra líder, bajo adicional en pistas 2, 5, 9, 11 y 12
- Anthony Esposito - bajo
- Anton Fig - batería, percusión en todas excepto 4, 10 y 12
- Derrek Hawkins - guitarra rítmica pista 2
- Scot Coogan - batería, percusión en pista 10,coros en 3 y 10
- Marti Frederiksen - teclados, bajo y guitarra rítmica adicional en pistas 4 y 9, batería en 12
- Brian Tichy - batería en pista 4

## Posición en listas
Álbum - Billboard
| Año  | Listas            | Posición |
| ---- | ----------------- | -------- |
| 2009 | The Billboard 200 | 27       |